# كم (فيزياء)
الكم في الفيزياء (بالإنجليزية: quantum وجمعها quanta) هو مصطلح فيزيائي يستخدم لوصف أصغر كمّية يمكن تقسيم بعض الصفات الطبيعية إليها، مثل الطاقة فهي تنتقل في هيئة كم، أي وحدات صغيرة لا يوجد أصغر منها؛ والشحنة الكهربائية هي أيضا كمومية فأصغر وحدة منها هي الشحنة الأولية شحنة الإلكترون، وكذلك اتجاه المجال المغناطيسي للإلكترون +1/2 أو -1/2 أو للبروتون، أيضا +1/2 أو -1/2. معنى ذلك أن للبروتون والإلكترون، كل منهما يلف في حركة مغزلية إما في اتجاه عقرب الساعة أو بعكس اتجاه عقرب الساعة. يسمى هذان الإتجاهان أحيانا «أعلى» و«أسفل».
اكتشفت «الظاهرة الكمومية» في عام 1900 على يد العالم الفيزيائي الألماني ماكس بلانك. اكتشفها أَثْنَاء دراسته للإشعاع الحراري للجسم الأسود. تبين له أن الجسم الأسود لا يمتص أو يصدر الأشعة الحرارية في جميع الترددات، وإنما يمتصها ويصدرها بكميات معينة «كمومية».
ووجد أن مستويات الطاقة تزداد بأعداد صحيحة: {\displaystyle h\nu } 1، {\displaystyle h\nu } 2، {\displaystyle h\nu } 3... وهكذا، حيث h ثابت بلانك ووحدته جول.ثانية، و {\displaystyle \nu } التردد. أي أنها تنتقل ب «كمات» معينة، لا يوجد أصغر منها.
وفي عام 1905 اضطر ألبرت أينشتاين عند دراسته إثارة إلكترونات الذرة بواسطة أشعة ضوئية إلى استخدام تعبير «كم ضوئي» light quantum. إذ وجد أن الذرة تثار عند امتصاصها لضوء ذو ترددات معينة (انظرالتأثير الكهروضوئي). ومنذ ذلك الحين أطلقت على تلك الكمات من الطاقة تسمية فوتون.

إذا نظرنا إلى {\displaystyle h\nu } فهو شعاع ضوء تبلغ طاقته {\displaystyle h\nu } ويسمى فوتون.
واتضح من تجربة ألبرت اينشتاين بخصوص دراسة التأثير الكهروضوئي أنه يمكن التعامل مع الفوتون كجسيم وكشعاع ضوء في نفس الوقت، فهو يسلك مسلك الجسيمات أحيانا ويسلك مسلك الأشعة الكهرومغناطيسية أحيانا أخرى.

## كم، وذرات، وميكانيكا الكم
كما اتضح أن الطبيعة تسلك في أحجامها الصغرية، أحجام الذرة والجزيئات وما دون الذرة، مسلكاً غير الذي نعهده في الأحجام الكبيرة المعهودة، فلا تزداد الطاقة بإستمرار وإنما تزداد وتنقص بكمات صغيرة يتحكم فيها الثابت الطبيعي ثابت بلانك h. هذا كان الجديد العجيب الذي أوسع من معرفتنا عن تركيبة الكون وطبيعة الأشياء في النطاق الصغري.
وطور العلماء بمفهومهم الجديد طرق حساب خصائص الذرات والجزيئات، وكان ابتكار ميكانيكا الكم عام 1923 على يد العالم الألماني هايزنبرج الذي استطاع تفسير خطوط طيف الهيدروجين حسابياً، وهو الشيء الذي لم تستطعه الميكانيكا التقليدية القديمة. ثم جاء العالم النمساوي شرودنجر وطور طريقة رياضية في التعامل مع تلك الأنظمة الصغرية، حيث استعاض عن وصف الإلكترون بأنه جسيم نقطي، ووضعه في هيئة دالة موجية في معادلته المعروفة بمعادلة شرودنغر، واستطاع بواسطتها في عام 1924 الحصول على نفس النتائج التي حصل عليها هايزنبرج من قبل، ولكن بطريقة أسهل. وأتاح تطوير معادلة شرودنجر تفسير سلوك أنظمة صغرية أخرى مثل ذرة الهيليوم التي تتكون من إلكترونين في الغلاف الذري، وكذلك تفسير بعض الجزيئات حيث ترتبط عدة ذرات مع بعضهم البعض. وأصبحت ميكانيكا الكم هي الوسيلة الرياضية للتعامل مع الظواهر الطبيعية في الإطار الصغري، كما طورت خلال الخمسينيات من القرن الماضي إلى كهروديناميكا كمية لتفسير أعمق للكهرومغناطيسية.

## أمثلة لخصائص كمومية
- الفوتون كم للمجال الكهرومغناطيسي.
- الفونون كم موجات اهتزازية للذرات في الأجسام الصلبة.
- البلازما كم حالة مثارة في الأجسام الصلبة، تهتز فيها حاملات الشحنات المختلفة مع بعضها البعض،
- ماغنون Magnon كم الإثارة المغناطيسية.
- كم زخم دوران جسيم،
- غلوون كم حقل القوة الذي ينقل القوة الشديدة،
- جرافيتون Graviton كم حقل الجاذبية.

## الزخم المغزلي
العزم المغزلي Spin لأي جسيم أولي يكون ثابتا لا يتغير. وحتى باعتبار ان الجسيم نقطيا (أي ليست له مقاييس) وكانت طاقة حركته صفرا، فهو له عزمه المغزلي. توجد حتى الآن جسيمات ذات عزم مغزلي {\displaystyle 0\hbar } و {\displaystyle {\tfrac {1}{2}}\!\!\hbar } و {\displaystyle 1\hbar }
، ونجد فيها {\displaystyle \hbar } ثابت بلانك المخفض الذي يمثل «كم الشغل» وعدد
{\displaystyle s=0,{\tfrac {1}{2}}\!\!,\ 1,\ldots } وهو ما يسمى عدد كم مغزلي.
اكتشف أن للإلكترون عزما مغزليا لأول مرة في عام 1925 وهو يساوي {\displaystyle {\tfrac {1}{2}}\!\!\hbar }
وكان ذلك لتفسير بعض ظواهر اطياف الذرات.
 (اكتشاف العزم المغزلي للإلكترون (اقرأ عزم مغزلي).
كما أعطي للبروتون العزم المغزلي {\displaystyle {\tfrac {1}{2}}\!\!\hbar } لتفسير بعض الشذوذ في الحرارة النوعية لغاز الهيدروجين، وكان ذلك في عام 1928 .

اكتشف بعد ذلك أن جميع الجسيمات الأولية تتصف بأن لها كم مغزلي، بحسب أصنافها:
| عزم مغزلي                             | النوع  | أمثلة جسيمات أولية             |
| ------------------------------------- | ------ | ------------------------------ |
| {\displaystyle 0}                     |        | بوزون هيغز                     |
| {\displaystyle {\tfrac {1}{2}}\hbar } | فرميون | إلكترون، نيوترينو، كوارك       |
| {\displaystyle 1\hbar }               | بوزون  | فوتون، غلوون، W-بوزون وZ-بوزون |
| {\displaystyle 2\hbar }               |        | جرافيتون (مقترح)               |

حيث: {\displaystyle \hbar } ثابت بلانك المخفض.

## اقرأ أيضا
- ذرة الهيدروجين
- رمز تعبير
- عدد كم مداري
- خطوط طيف الهيدروجين